# Apodolirion
Apodolirion – rodzaj roślin z rodziny amarylkowatych. Obejmuje 6 gatunków. Rośliny te występują w Afryce Południowej. Niektóre gatunki uprawiane są jako ozdobne.

## Systematyka
Pozycja systematyczna
Rodzaj z plemienia Haemantheae, podrodziny amarylkowych Amaryllidoideae z rodziny amarylkowatych Amaryllidaceae. W przeszłości w różnych systemach klasyfikowany był w szeroko ujmowanej rodzinie liliowatych. 
Wykaz gatunków
- Apodolirion amyanum D.Müll.-Doblies
- Apodolirion bolusii Baker
- Apodolirion buchananii (Baker) Baker
- Apodolirion cedarbergense D.Müll.-Doblies
- Apodolirion lanceolatum (Thunb.) Benth. & Hook.f. ex B.D.Jacks.
- Apodolirion macowanii Baker